# Ревейль, Этьен Ашиль

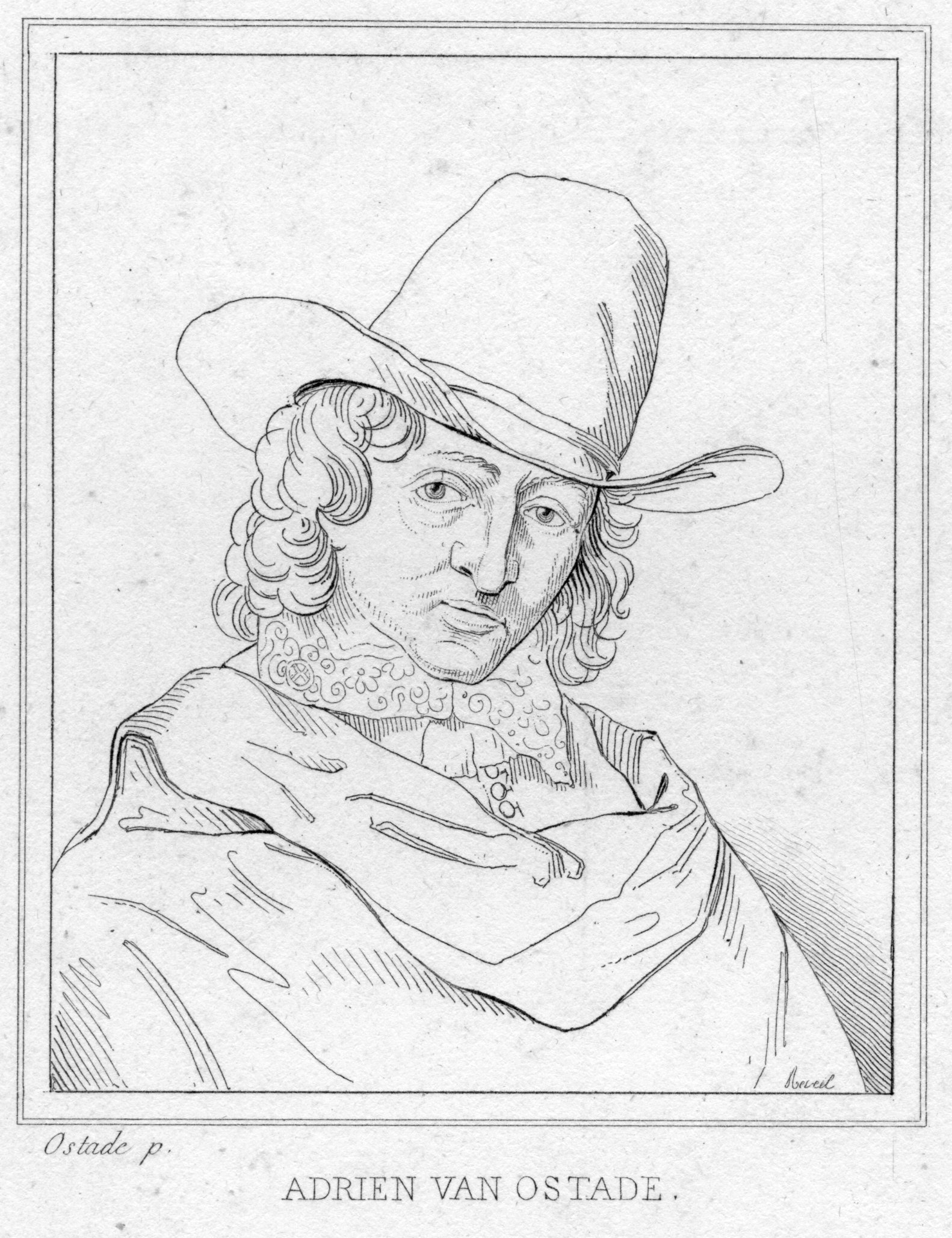
Портрет Адриана ван Остаде

Этьен Ашиль Ревейль (фр. Étienne Achille Réveil; 21 декабря 1800, Париж — 1851?) — французский художник, рисовальщик, гравёр, иллюстратор.

## Биография

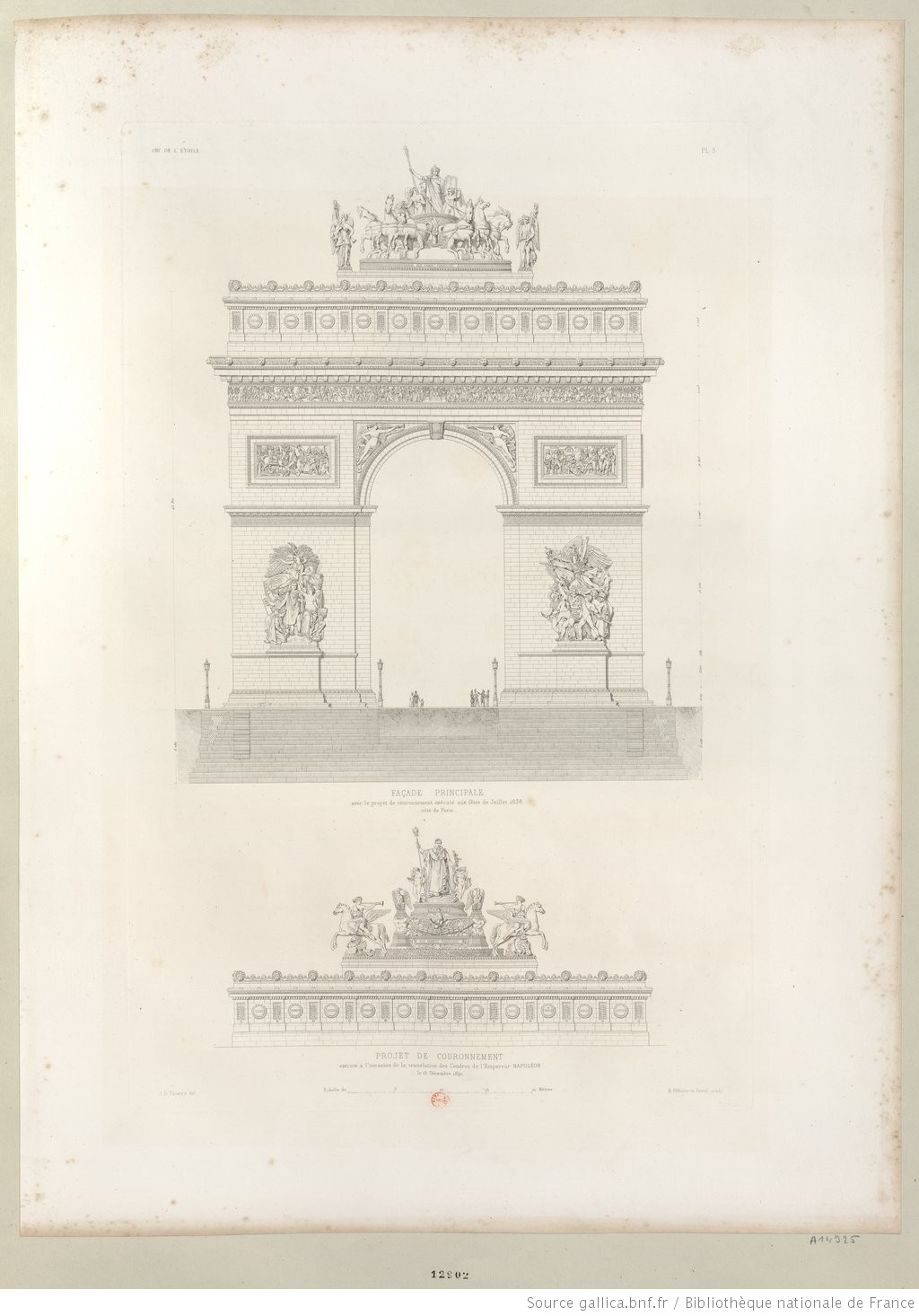
Фасад Триумфальной арки в Париже. Рисунок Ревейля Этьена Ашиля

Учился у А. Ж. Гро, А. Л. Жироде-Триозона и А. Д. Абеля де Пюжоля.
Наиболее известен как исполнитель множества офортов, воспроизводящих в очерках знаменитые произведения живописи и скульптуры, а также новейшие картины и статуи, появлявшиеся в парижских салонах 1817—1831 годов. Эти эстампы помещались в изданиях «Annales du Musée et de l’Ecole moderne des beaux arts», «Galerie des arts et de l’histoire», «Musée de Versailles», «Oeuvres de Ingres» и некоторых других.